# Oatlands (Surrey)
Oatlands ist ein englisches Dorf und kleiner Distrikt in der Nähe von Weybridge in Surrey. Das Dorf hat seinen Namen von einem Adelssitz Oatlands Palace erhalten, der sowohl von den Tudors als auch den Stuarts genutzt wurde. Oatlands Palace war der Ort, an dem die Vermählung zwischen Heinrich VIII. mit seiner fünften Ehefrau Catherine Howard stattfand. An der Stelle des ehemaligen Adelssitzes befindet sich heute ein Luxushotel.
Im Distrikt Oatlands findet sich in der Nähe der St Mary Oatlands Kirche außerdem eine Begräbnisstätte aus der Eisenzeit.